# Lotarev DV-2
O Lotarev DV-2 (ou PSLM DV-2, DV: Dnepr-Váh) é um motor aeronáutico turbofan de dois eixos, fabricado em Považská Bystrica, Eslováquia pela Považské Strojárne Letecké Motory (PS Motores Aeronáticos) (PSLM) (antiga ZVL Závody na Výrobu Ložísk "Produção de Rolamentos/Fábrica de Manufatura") e projetado em parceria com a Ivchenko Lotarev.

## Projeto e desenvolvimento
Desenvolvido a partir do Ivchenko AI-25, a ZVL também foi responsável pela produção em projeto e também em série.
O DV-2 é um motor turbofan modular de dois eixos com um único fan, dois compressores de baixa pressão e sete de alta pressão, com uma turbina de alta pressão de duas turbinas de baixa, com um sistema de combustão anular. O empuxo máximo na decolagem é de 21,58 kN com um consumo específico de 60 kg/(kN h) (0.593 (lb/lbf h)), no empuxo máximo, a nível do mar e com condições ISA.
Uma das características mais incomuns deste motor militar é o fan de estágio único; a maior parte dos motores de aviões de treinamento e combate possuem fans de múltiplo estágio, com estes primeiros sendo utilizados mais em motores para aeronaves de transporte civil e militar. A Ivchenko Lotarev escolheu um ciclo de empuxo específico muito baixo (empuxo líquido/fluxo de ar) para o DV-2, de forma que o fan de estágio único é suficiente para desenvolver a razão de pressão desejada. Ainda assim, a razão de pressão produzida é um pouco maior do que os outros motores de mesma característica. Devido ao baixo empuxo específico, a razão de diluição é mais alta do que o normal para um turbofan militar.
Este motor foi escolhido para motorizar versões mais modernas do avião de treinamento L-39, L-39MS e L-59. Outros modelos deste motor incluem o DV-2A, DV‑2A.2 e o DV-2S.
O DV-2S foi renomeado para "RD-35" pela Klimov sob o acordo de licença com a PSLM em 1993.

## Aplicações
- L-59 Super Albatros (L-39MS Albatros)
- Hongdu L-15
- Ilyushin Il-108